# Lewis Dunk
Lewis Carl Dunk, född 21 november 1991, är en engelsk fotbollsspelare (mittback) som spelar för Brighton & Hove Albion, där han är lagkapten. Han har även spelat för Englands landslag.

## Landslagskarriär
Dunk debuterade för Englands landslag den 15 november 2018 i en 3–0-vinst över USA.